# Вардарски стил
Вардарският стил (също и Македонски стил или школа) е направление в храмовата архитектура и изобразителното изкуство, което възниква на територията на Вардарска Македония и днешно Косово в края на XIII и началото на XIV век.
За разлика от предходния Рашки стил, Вардарският стил възниква под влияние на Палеологовия ренесанс в архитектурата и изкуството (фрески и икони). От сградите и фреските на църквите и манастирите съградени във вардарски стил лъха стилност и богатство, което е следствие на стопанския подем в Рашката държава след възобновяване на рудодобива, и особено на този на сребро, по времето на Стефан Урош I.

## Обекти

### Манастири
- църквата в Грачаница, Косово
- кралската църква в Студеница, Рашка
- църквата „Св. Архангел Михаил“ на Лесновския манастир, Македония

### Църкви
- Богородица Левишка в Призрен, Косово
- църквата "Свети Георги" в Старо Нагоричане, Македония, където е бил погребан Михаил Шишман

### Стенописи
- църквата в Грачаница, Косово
- кралската църква в Студеница, Рашка
- Богородица Левишка в Призрен, Косово
- кралската църква на Стефан Дечански в манастира Дечани, Косово

### Иконостас
- кралската църква на Стефан Дечански в манастира Дечани, Косово